# Contea di Macon (Alabama)
La contea di Macon, in inglese Macon County, è una contea dello Stato dell'Alabama, negli Stati Uniti. La popolazione al censimento del 2000 era di 24.105 abitanti. Il capoluogo di contea è Tuskegee.

## Geografia fisica
La contea si trova nella parte centro-orientale dell'Alabama. Lo United States Census Bureau certifica che l'estensione della contea è di 1.588 km², di cui 1.581 km² composti da terra e i rimanenti 7 km² composti di acqua.
La contea fa parte della sezione fisiografica della Pianura Costiera ed è composta da praterie ondulate e pianure. Il fiume Tallapoosa e i suoi affluenti inferiori scorrono attraverso tutta la contea.
Nella contea ha sede l'Università di Tuskegee. La contea è stata inoltre patria dell'agronomo George Washington Carver e dell'attivista Rosa Parks.

### Contee confinanti
- Contea di Tallapoosa - nord
- Contea di Lee - nord-est
- Contea di Russell - est
- Contea di Bullock - sud
- Contea di Montgomery - sud-ovest
- Contea di Elmore - nord-ovest

### Laghi, fiumi e parchi
La contea comprende i seguenti laghi, fiumi e parchi:
| Laghi | Fiumi | Parchi                 | Parchi |
| --- | --- | ---------------------- | ------ |
| - Halls Pond - Tysons Lake - Vaughans Mill Pond - Lake Carrona Number Two - Groce Lake - Huskeys Pond - Kellys Pond Number One - Kellys Pond Number Two | - Dixie Creek - Choctahatchee Creek - Choctafaula Creek - Prairie Creek - Chewacla Creek - Long Branch - Spring Branch - Little Acorn Creek - Mill Creek | - Uchee Shooting Range |        |

## Storia
La Contea di Macon fu costituita il 18 dicembre 1832. I territori appartenevano ai Creek. Il nome le è stato dato in onore di Nathaniel Macon, membro del Senato degli Stati Uniti della Carolina del Nord.

## Principali strade ed autostrade
- Interstate 85
- U.S. Highway 29
- U.S. Highway 80
- State Route 14
- State Route 49
- State Route 81

## Società

### Evoluzione demografica
Abitanti censiti (migliaia)

## Comuni[9]
- Franklin - town
- Notasulga - town[10]
- Shorter - town
- Tuskegee (capoluogo) - city